# Liste der Bischöfe von Lodi
Die folgenden Personen waren Bischöfe des Bistums Lodi (Lombardei, Italien):
- Heiliger Bassiano 374–409
- Heiliger Giuliano 427–445
- Heiliger Ciriaco 450–451
- Heiliger Tiziano	474–476
- Proietto	563–575
- Donato 679–680
- Ippolito 759–761
- Eribert 827–842
- Giacomo ?–852
- Uberto ?–856
- Rambert ?–863
- Gerardo 876–894
- Ildegard 898–928
- Olgerio 929–941?
- Ambrogio 942[1]
- Aldegrauso 951–970
- Andrea 970/971–1002
- Notker
- Ambrogio 1037–1051
- Obizzo 1059–1075
- Fredenzone
- Rainaldo 1092
- Arderico da Vignate 1105–1127
- Allone ?–1128
- Guido ?–1134
- Johannes 1135–1143
- Lanfranco 1143–1158
- Alberico da Merlino 1158–1168
- Heiliger Albert 1168–1173
- Alberico del Corno 1174–1189
- Arderico di Sant’Agnese 1189–1216
- Giacomo da Cerreto, SOCist ?–1217
- Ambrogio del Como ?–1218
- Ottobello 1218–1243
- Bongiovanni Fissiraga 1252–1289
- Raimondo Sommariva, OP 1289–1296
- Bemardo Talenti 1296–1307
- Egidio dell’Acqua 1307–1312
- Leone Palatini, OFM 1318–1343
- Luca Castelli, O.F.M. 1343–1353
- Paolo Cadamosto 1354–1386
- Pietro della Scala 1388–1392
- Bonifacio Burigelli, OESA 1393–1404
- Giacomo Arrigoni, O.P. 1407–1418
- Gerardo Landriani 1419–1437
- Antonio Bemieri 1437–1456
- Carlo Pallavicino 1456–1497
- Ottaviano Maria Sforza 1497–1519
- Gerolamo Sansoni 1519–1527
- Ottaviano Maria Sforza 1527–1533
- Gerolamo Sansoni 1533–1536
- Giacomo Simonetta 1536–1537
- Giovanni Simonetta 1537–1556
- Gianantonio Capizucchi 1557–1569
- Antonio Scarampo 1569–1576
- Gerolamo Federici 1576–1579
- Ludovico Tavema 1579–1616
- Michelangelo Seghizzi, O.P. 1616–1625
- Clemente Gera 1625–1643
- Pietro Vidoni 1644–1669
- Serafino Corio, C.R.T. 1669–1671
- Giovanni Battista Rabbia, C.R.T. 1671–1672
- Bartolomeo Menatti 1673–1702
- Ortensio Visconti 1702–1725
- Carlo Ambrogio Mezzabarba 1725–1741
- Giuseppe Gallarati 1742–1765
- Salvatore Andreani, CRSP 1765–1784
- Giovanni Antonio della Beretta 1785–1816
- Alessandro Maria Pagani 1819–1835
- Gaetano Benaglio 1837–1868
- Domenico Maria Gelmini 1871–1888
- Giovanni Battista Rota 1888–1913
- Pietro Zanolini 1913–1923
- Ludovico Antomelli OFM 1924–1927
- Pietro Calchi Novati 1927–1952
- Tarcisio Vincenzo Benedetti OCD 1952–1972
- Giulio Oggioni 1972–1977
- Paolo Magnani 1977–1989
- Giacomo Capuzzi 1989–2005
- Giuseppe Merisi 2005–2014
- Maurizio Malvestiti seit 2014